# Strada statale 607 di Riardo
La ex strada statale 607 di Riardo, ora strada provinciale 289 ex statale di Riardo (SP 289), era una strada statale italiana che si sviluppava nella provincia di Caserta. Attualmente è classificata come strada provinciale.

## Percorso
La strada ha inizio in località Masseria Pezza di Teano all'innesto con la strada statale 6 Via Casilina, attraversa i comuni di Riardo, Pietramelara, Baia e Latina e termina nell'abitato di Dragoni innestandosi alla ex strada statale 158 della Valle del Volturno.

## Storia
Già contemplata nel piano generale delle strade aventi i requisiti di statale del 1959, è
solo col decreto del Ministro dei lavori pubblici del 27 novembre 1969 che viene elevata a rango di statale con i seguenti capisaldi d'itinerario: "innesto strada statale n. 6 - Riardo - Pietramelara - Baia e Latina - innesto strada statale n. 158 presso Dragoni".
Contestualmente alla classificazione della strada a scorrimento veloce Caianello-Telese come parte integrante della strada statale 372 Telesina avvenuta col decreto del Ministro dei lavori pubblici del 21 giugno 1978, la SS 607 viene declassificata a strada provinciale e consegnata alla provincia di Caserta.